# エパフラス
エパフラス(英語:Epaphras)は、新約聖書に登場する人物である。エパフラスはエパフロデトの省略形であり、ピリピ4：18のエパフロデトと同一人物の可能性もある。
パウロの同労者である。パウロの指導のもとで、コロサイの教会を開設した（コロサイ書1：7）。
その後、パウロと共に獄中にあった（ピレモン書23）。